# Banteux
Banteux ist eine französische Gemeinde im Département Nord in der Region Hauts-de-France. Sie gehört zum Kanton Le Cateau-Cambrésis im Arrondissement Cambrai. Die Bewohner nennen sich Banteusiens oder Banteusiennes.

## Geografie
Die Gemeinde Banteux liegt zwölf Kilometer südlich von Cambrai und 28 Kilometer nördlich von Saint-Quentin an der oberen Schelde und dem parallel verlaufenden Canal de Saint-Quentin. Banteux grenzt im Nordosten an Les Rues-des-Vignes, im Osten an Bantouzelle, im Süden an Honnecourt-sur-Escaut, im Südwesten an Villers-Guislain, im Westen an Gonnelieu und im Nordwesten an Villers-Plouich. Durch den Westen der Gemeinde führt die Autoroute A 26.

## Bevölkerungsentwicklung
| Jahr                       | 1962 | 1968 | 1975 | 1982 | 1990 | 1999 | 2008 | 2013 | 2020 |
| Einwohner                  | 368  | 383  | 361  | 317  | 311  | 364  | 328  | 336  | 350  |
| Quellen: Cassini und INSEE |      |      |      |      |      |      |      |      |      |

## Sehenswürdigkeiten

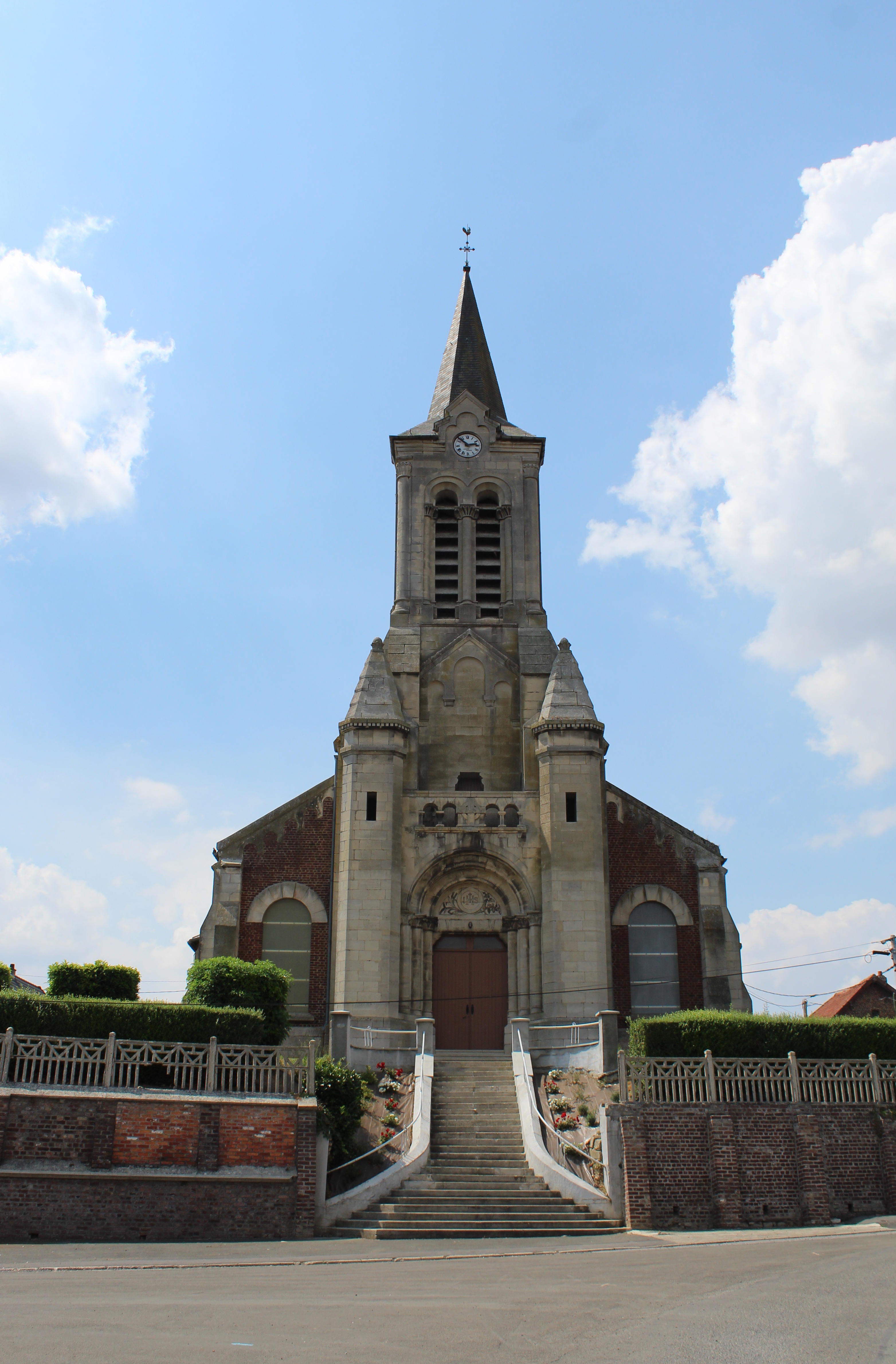
Kirche Saint-Léger
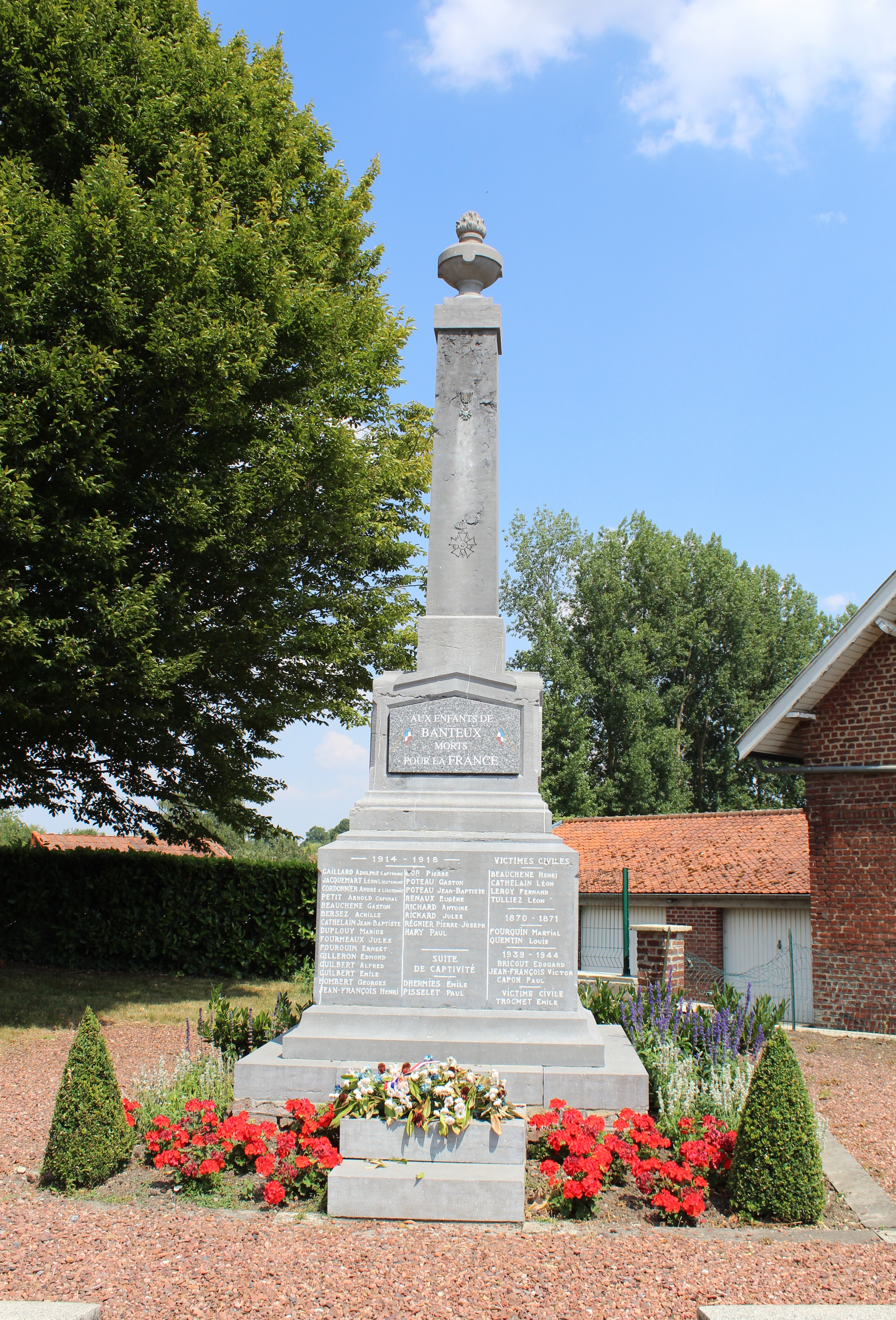
Gefallenendenkmal

- Kirche Saint-Léger
- Gefallenendenkmal